# Сиснерос, Ригоберто
Ригоберто Сиснерос Дуэнас (исп. Rigoberto Cisneros Dueñas; род. 15 августа 1953, Мехико, Мексика) — мексиканский футболист, игрок сборной Мексики. Выступал за Мексику на чемпионате мира по футболу 1978 года.

## Клубная карьера
Во взрослом футболе дебютировал в 1974 году за команду «Толука», в которой провёл четыре сезона, приняв участие в 84 матчах чемпионата. Большую часть времени, проведенного в составе «Толука», был основным игроком защиты команды и во время своего дебютного сезона выиграл с командой титул чемпиона Мексики.
Своей игрой за эту команду привлёк внимание представителей тренерского штаба клуба «Монтеррей», к которому присоединился в 1978 году. В составе этой команды он провёл следующие два сезона своей игровой карьеры и в основном выходил на поле в стартовом составе команды.
В течение 1980—1981 годов защищал цвета клуба «Леонес Негрос», а в 1981 году перешёл в клуб «Гвадалахара», за который сыграл ещё один сезон, после чего завершил карьеру.

## Карьера в сборной
15 февраля 1978 года дебютировал в официальных играх в составе национальной сборной Мексики в товарищеском матче против Сальвадора (5:1).
В составе сборной был участником чемпионата мира 1978 года в Аргентине, где, однако, был запасным игроком и сыграл только в последнем матче против Польши (1:3), который уже не имел турнирного значения, поскольку мексиканцы досрочно потеряли шансы на выход из группы.
Свой единственный гол за сборную Сиснерос забил 22 января 1980 в игре против Чехословакии (1:0), а уже через месяц, 28 февраля 1980 года, в матче против Республики Корея (0:1), провёл свою последнюю игру за сборную. Всего в течение карьеры в национальной команде, которая длилась 3 года, провёл в её форме 8 матчей, забив 1 гол.

## Достижения
«Толука»
- Чемпион Мексики: 1974/75